# Сергиевская слобода (Охта)
Сергиевская слобода (или Сергиевка) — исторический район Санкт-Петербурга, находившийся на Малой Охте. Получил название по фамилии семьи Сергеевых, владевших местными огородными землями. Центральная улица слободы была формально упразднена в 2000 году.

## История
В середине XIX века в документах Охтинской пригородной управы появилась отметка о Сергиевской слободе, которую также называли Сергеевской, а в простонародье — Сергиевкой. В конце XIX века в слободе проживало 80 человек и значилось 10 домов. В начале XX века, по мере развития Петербурга, Сергиевка превратилась в дачный посёлок, а затем была поглощена городом в процессе застройки.
Последние следы Сергиевской улицы (бывшей центральной улицы слободы) исчезли в 1997 году. Название было упразднено в 2000 году, но сохранилось в названии остановок общественного транспорта.